# Aristió (filòsof)
Aristió (grec antic: Αριστίων, llatí: Aristion) va ser un filòsof epicuri o peripatètic, fill d'Atenió, un altre filòsof peripatètic. Va adquirir, de gran, la ciutadania atenenca.
Es va casar ben jove i va ensenyar filosofia a Messene i Larisa, fins que va tornar a Atenes amb una gran fortuna, i allí va ser nomenat ambaixador atenenc a la cort de Mitridates VI Eupator del Pont, de qui es va fer amic i va esdevenir un dels seus consellers. Enviat pel rei a Atenes, les seves cartes i discursos van convèncer els atenesos de la possibilitat de sostreure's del jou romà, i aviat es va poder proclamar tirà, en el marc de la guerra entre Mitridates i Roma.
El seu govern sembla que fou cruel i Plutarc en parla molt malament. Va lluitar contra Nabis i contra Catilina. Va enviar a Apel·licó de Teos a saquejar el tresor de Delos, Aristió fou assetjat a la ciutat per Luci Corneli Sul·la l'any 87 aC mentre el general Arquelau es trobava al Pireu. La gana va fer estralls a la ciutat assetjada, i es diu que els assetjats van haver de menjar-se els cossos dels seus companys morts, i finalment va ser presa a l'assalt i Sul·la va donar ordres de fer una matança indiscriminada.
Aristió va fer cremar l'Odèon, perquè Sul·la no utilitzés les fustes de l'edifici per construir màquines de guerra, i es va refugiar a l'Acròpoli, que Sul·la va ocupar ràpidament. Aristió fou capturat i executat a l'altar de Minerva. La mort per malaltia de Sul·la més tard va ser considerada per Pausànias un càstig per aquest acte contrari a la llei sagrada.